# S/S Alexander von Humboldt
S/S Alexander von Humboldt (1875–1917 Albert Ehrensvärd, 1917–1927 Mollösund, från 1927 Koit)var en svensk ångfartyg, byggt 1859 vid Nyköpings varv för Gefle Ångartygsbolag. Hon förliste 1931.
S/S Alexander von Humbold hade en längd på 37,3 meter, en bred av 6,56 meter, ångmaskiner med en effekt av 300 indikerade hästkrafter och en dräktighet om 203 bruttoregisterton och 130 nettoregisterton. Hon gick 1859–1873 i trafik Stockholm-Gävle. Alexander von Humboldt såldes vintern 1874 till grosshandlare Otto Lindberg med flera i Göteborg för 70.000 riksdaler och sattes i trafik på rutten Göteborg-Strömstad. 1874 inhyrdes Alexander von Humboldt av en firma i Göteborg och sattes i trafik mellan Göteborg och Fredrikshavn. Hon återlämnades 1875 till nybildade Ångfartygs AB Göteborg-Strömstad och omdöptes till Albert Ehrensvärd. Hon insattes därefter på trafik Göteborg-Strömstad-Norge. Albert Ehrensvärd övertogs 1907 av Ångbåts AB Bohusländska Kusten i Uddevalla och fortsatte under några år på samma rutt, men kom efterhand att främst användas som reserv- och uthyrningsbåt. 1917 såldes Albert Ehrensvärd till Mårten Hansson i Göteborg. Han lät bygga om fartyget på Helsingborgs Varv till lastfartyg och ändrade namnet till Mollösund. På grund av den omfattande ombyggnaden fick det ett nytt registreringsnummer i skeppslistan. Några år därefter övertogs fartyget av AB Mercari i Göteborg. 1927 såldes hon till Estland och fick då namnet Koit. Under en resa från Tallinn till Antwerpen började fartyget att brinna och övergavs av besättningen utanför Faluddens fyr vid Gotland och sjönk kort därefter.